# Lycocerus watanabei
Lycocerus watanabei là một loài bọ cánh cứng trong họ Cantharidae. Loài này được Ishida & Sato miêu tả khoa học năm 1993.